# Merlin (série de televisão)
"Merlin" no Brasil e em Portugal "As Aventuras de Merlin" é uma série de televisão britânica exibida pela BBC One, conta a história de Merlin, um jovem mago que descobre seus poderes mágicos e se envolve em conflitos para proteger Arthur, quando este ainda não era rei, em Camelot, no reino de Albion. Fez sua estréia em 20 de setembro de 2008, tendo 5 temporadas.
No Brasil, é exibida pela HBO Family desde 2009 e pelo Sony Spin desde 2012, já foi exibido no extinto canal Jetix em 2009 com áudio dublado.
Atualmente todas as temporadas estão disponíveis no Netflix com áudio original e legendado. Em Portugal, é exibida pela SIC Radical, pela SIC K e pelo SyFy.

## Elenco
Os Números indicam as temporadas em que os personagens estão presentes sendo da Primeira a Quinta temporada.

### Personagens Regulares
- Colin Morgan - Merlin (1, 2, 3, 4 e 5)
- Bradley James - Rei Arthur (1, 2, 3, 4 e 5)
- Richard Wilson - Gaius (1, 2, 3, 4 e 5)
- Anthony Head - Uther Pendragon (1, 2, 3, 4 e 5)
- Angel Coulby - Guinevere (Gwen) (1, 2, 3, 4 e 5)
- Katie McGrath - Morgana Pendragon (1, 2, 3, 4 e 5)
- John Hurt - Kilgharrah/Dragão Mágico (1, 2, 3, 4 e 5)
- Alexander Vlahos/Asa Butterfield - Mordred (1, 2 e 5)
- Emilia Fox - Morgause (2, 3 e 4)

### Personagens Recorrentes
- Michelle Ryan - Nimueh (1)
- Caroline Faber - Hunith (1 e 4)
- Santiago Cabrera - Lancelot (1, 2, 3 e 4)
- Rupert Young - Sir Leon (2, 3, 4 e 5)
- Michael Cronin - Geoffrey of Monmouth (1, 2, 3 e 4)
- Eoin Macken - Sir Gwaine (3, 4 e 5)
- Janet Montgomery - Princesa Mithian (4 e 5)
- Adetomiwa Edun - Sir Elyan (3, 4 e 5)
- Tom Hopper - Sir Percival (3, 4 e 5)

### Convidado
- Nathaniel Parker - Agravaine
- Adam Godley - Jones
- Adrian Lester - Myror
- Alexander Siddig - Kanan
- Joe Dempsie - William
- Alice Patten - Ygraine
- Amanda Hynes - Annis
- Beth Cordingly - Forridel
- Brian Peck - Eldred
- Charles Dance - Aredian
- Colin Salmon - Aglain
- David Schofield - Rei Alined
- David Sterne - boticário
- Erin Richards - Eira
- Eve Myles - Mary Collins/Lady Helen
- Fintan McKeown - Rei Odin
- Gary Lewis - Alator
- Georgia Moffett -  Vivian
- Harry Melling - Gilli
- Holly Grainger - Sophia
- James Cosmo - Hengist
- James Callis - Julius Borden
- Joe Dempsie - William
- John Lynch - Balinor
- Julian Rhind-Tutt - Edwin Muirden
- Katie Foster-Barnes - Beatrice
- Kenneth Cranham - Aulfric
- Kevin Eldon - Trickler
- Kyle Redmond-Jones - Sir Owain
- Laura Donnelly - Freya
- Luke Neil - Sir. Geraint
- Mackenzie Crook - Cedric
- Mark Lewis Jones - Rei Olaf
- Michael Nardone - Kendrick
- Pauline Collins - Alice
- Rhys Rusbatch - Guarda do castelo
- Richard Ridings - Halig
- Samara MacLaren - Rowena
- Sarah Parish - Lady Catrina
- Sorcha Cusack - Finna
- Victoria Finney - Cathryn
- Will Mellor - Valiant

### Dublagem brasileira
- Merlin: Rodrigo Andreatto
- Arthur: Marcelo Campos (Primeira temporada)
- Arthur: Diego Lima (Segunda temporada em diante)
- Gaius: Carlos Silveira
- Uther: César Marchetti
- Gwen: Suzy Pereira
- Morgana: Letícia Bortoletto
- Kilgharrah: Marco Antônio Abreu
- Lancelot: Alexandre Marconato

Créditos da dublagem brasileira
- Estúdio: TV Group Digital / Dublavídeo
- Direção de dublagem: Marcelo Campos / Vanessa Alves
- Tradução: Denise Simonetto

## Personagens
Merlin
Merlin viera a Camelot ainda jovem para aprender mais sobre seus poderes com o médico Gaius. Ao salvar o jovem Arthur torna-se então seu servo. Uma pessoa gentil e humilde, com um forte senso de justiça. No começo da série, tem uma antipatia com Arthur, acreditando que ele é um valentão arrogante, mas ao longo da série eles mostram um vínculo de amizade e confiança. Merlin se torna o melhor amigo de Arthur e companheiro de batalhas, sendo que sempre está o salvando de enrascadas e muitas vezes da morte, apesar de nunca receber o crédito merecido, já que pratica magia secretamente, o que o faz muitas vezes ser incompreendido. Veio de um humilde vilarejo chamado Ealdor, onde morava com sua mãe, e mais tarde descobre ser filho do Senhor dos Dragões, que morre pouco depois de conhecê-lo, o que o torna então seu herdeiro. Ao longo da série se torna inimigo de Morgana, e luta com ela até finalmente derrotá-la. Culpa-se pela morte de Arthur.
Arthur
O jovem príncipe de Camelot é um bravo e justo guerreiro, líder dos Cavaleiros da Távola Redonda. Apesar de à primeira vista ser extremamente orgulhoso e teimoso, Arthur é nobre e fiel ao seu povo, tendo como destino se tornar o melhor Rei que Camelot já teve. Tem como servo Merlin, com quem muitas vezes trata com exigência, arrogância e um certo tom de desprezo, apesar de no fundo possuir uma grande consideração a ele, e reconhecer que ele é seu único amigo e a quem tem total confiança. Ao longo da série se apaixona por Guinevere, com quem se casa na quarta temporada. No último episódio morre bravamente numa batalha com Mordred, prometendo voltar a Albion caso este um dia necessite.
Morgana
Filha do falecido Gorlois (morto numa batalha a mando de Uther), tornou-se protegida do rei, por este ter uma dívida com o pai dela. A princípio Morgana é uma jovem elegante e generosa, tendo o mistério em seu olhar e um grande senso de justiça. Ela descobre ter o dom da premonição através de seus sonhos, e aos poucos revela-se que ela possui poderes mágicos assim como Merlin. Porém, ao contrário deste, Morgana desenvolve seu dom para o mal, corróída pelo sentimento de ódio e vingança que alimentou por Uther e seu reinado. A partir da terceira temporada passa a ser então a principal antagonista da série, e descobre que é na verdade filha de Uther, e não de Gorlois. Possuída pela maldade, Morgana acaba sendo derrotada por Merlin após trair Camelot e fazer uma aliança com Mordred e sua irmã Morgause.
Guinevere
É a serva e melhor amiga de Morgana durante as duas primeiras temporadas, tendo uma personalidade aberta, amigável e humilde e facilidade de perdoar. No começo da história, é insinuado que ela tinha uma queda por Merlin, mas depois ela teve um breve romance com Lancelot, e então se apaixonou por Arthur. Seu pai, Tom, era um ferreiro gentil e amigável que foi preso por ajudar um feiticeiro, e executado numa tentativa de fuga no episódio 12 da primeira temporada. Ele não sabia que o homem era feiticeiro e só fugiu porque sabia que seria executado. Depois de sua morte, Gwen foi autorizado a permanecer em sua casa. Na terceira temporada é revelado que Gwen tem um irmão mais velho chamado Elian, que depois se torna um cavaleiro de Camelot. Depois da morte de Uther e da coroação de Arthur, ela noivou com ele. Antes do casamento, ela trai Arthur com Lancelot e é banida de Camelot. No final da temporada 4, após Arthur perdoa-la ela torna-se rainha de Camelot. No final da série , após a morte de Arthur, ela reina Camelot como a sucessora de Arthur.
Uther
Rei de Camelot e pai de Arthur. Em seu reinado qualquer tipo de prática de magias era totalmente proibida, sendo levado a morte todos os que a pratiquem. Morre na quarta temporada. Ele tem esse ódio por magia porque sua esposa morreu após o parto de Artur, que nasceu por magia, e sua esposa foi o preço pela nova vida. Embora ele soubesse que teria de pagar um preço pela nova vida, não sabia qual era o preço.
Gaius
Gaius recebe Merlin em sua casa e lhe oferece abrigo. É também o médico da família real e da cidade de Camelot. Ele é um feiticeiro e alquimista, mas Uther o perdoou com a condição dele desistir da magia. É um amigo da mãe de Merlin. Ele tem um senso de humor seco e considera Merlin como o filho que nunca teve. Ele aconselha Merlin e o ajuda com seu conhecimento de criaturas mágicas.
O Grande Dragão Kilgharrah
Ele é o único dragão que sobreviveu e foi aprisionado por Uther numa masmorra. Merlin costuma visita-lo quando está em uma situação difícil, porque ele alega que ele sabe o destino de Merlin, o dragão é também um dos poucos que sabem o segredo de Merlin. O dragão parece ser onisciente às vezes e suas motivações são desconhecidas, além de seu desejo de ser libertado das masmorras de Camelot. Na segunda temporada ele é libertado das masmorras de Camelot, porém, ele se vinga de Uther Pendragon, o homem que o aprisionou e começa a espalhar um caos em Camelot. Isso até Merlin se tornar um Senhor dos Dragões e derrotar o dragão. Fica velho, sua hora estava chegando no final da série.

## Episódios

### Primeira Temporada (2008)
| No. episódio em série | No. episódio em temporada | Título                      | Dirigido por | Escrito por    | Data da primeira exibição | Audiência no Reino Unido (em milhões) |
| --------------------- | ------------------------- | --------------------------- | ------------ | -------------- | ------------------------- | ------------------------------------- |
| 1                     | 1                         | "The Dragon's Call"         | James Hawes  | Julian Jones   | 20 de setembro de 2008    | 7.15                                  |
| 2                     | 2                         | "Valiant"                   | James Hawes  | Howard Overman | 27 de setembro de 2008    | 5.40                                  |
| 3                     | 3                         | "The Mark of Nimueh"        | James Hawes  | Julian Jones   | 4 de outubro de 2008      | 6.30                                  |
| 4                     | 4                         | "The Poisoned Chalice"      | Ed Fraiman   | Ben Vanstone   | 11 de outubro de 2008     | 6.48                                  |
| 5                     | 5                         | "Lancelot"                  | Ed Fraiman   | Jake Michie    | 18 de outubro de 2008     | 5.37                                  |
| 6                     | 6                         | "A Remedy to Cure All Ills" | Ed Fraiman   | Julian Jones   | 25 de outubro de 2008     | 6.00                                  |
| 7                     | 7                         | "The Gates of Avalon"       | Jeremy Webb  | Ben Vanstone   | 1 de novembro de 2008     | 6.45                                  |
| 8                     | 8                         | "The Beginning of the End"  | Jeremy Webb  | Howard Overman | 8 de novembro de 2008     | 6.25                                  |
| 9                     | 9                         | "Excalibur"                 | Jeremy Webb  | Julian Jones   | 15 de novembro de 2008    | 6.47                                  |
| 10                    | 10                        | "The Moment of Truth"       | David Moore  | Julian Jones   | 22 de novembro de 2008    | 7.03                                  |
| 11                    | 11                        | "The Labyrinth of Gedref"   | Stuart Orme  | Howard Overman | 29 de novembro de 2008    | 6.71                                  |
| 12                    | 12                        | "To Kill the King"          | Stuart Orme  | Jake Michie    | 6 de dezembro de 2008     | 6.31                                  |
| 13                    | 13                        | "Le Morte d'Arthur"         | David Moore  | Julian Jones   | 13 de dezembro de 2008    | 6.27                                  |

### Segunda Temporada (2009)
| No. episódio em série | No. episódio em temporada | Título                          | Dirigido por    | Escrito por    | Data da primeira exibição | Audiência no Reino Unido (em milhões) |
| --------------------- | ------------------------- | ------------------------------- | --------------- | -------------- | ------------------------- | ------------------------------------- |
| 14                    | 1                         | "The Curse of Cornelius Sigan"  | David Moore     | Julian Jones   | 19 de setembro de 2009    | 5.77                                  |
| 15                    | 2                         | "The Once and Future Queen"     | Jeremy Webb     | Howard Overman | 26 de setembro de 2009    | 5.94                                  |
| 16                    | 3                         | "The Nightmare Begins"          | Jeremy Webb     | Ben Vanstone   | 3 de outubro de 2009      | 6.09                                  |
| 17                    | 4                         | "Lancelot and Guinevere"        | David Moore     | Howard Overman | 10 de outubro de 2009     | 5.69                                  |
| 18                    | 5                         | "Beauty and the Beast - Part 1" | David Moore     | Jake Michie    | 24 de outubro de 2009     | 5.53                                  |
| 19                    | 6                         | "Beauty and the Beast - Part 2" | Metin Hüseyin   | Ben Vanstone   | 31 de outubro de 2009     | 6.14                                  |
| 20                    | 7                         | "The Witchfinder"               | Jeremy Webb     | Jake Michie    | 7 de novembro de 2009     | 5.62                                  |
| 21                    | 8                         | "The Sins of the Father"        | Metin Hüseyin   | Howard Overman | 14 de novembro de 2009    | 6.16                                  |
| 22                    | 9                         | "The Lady of the Lake"          | Metin Hüseyin   | Julian Jones   | 21 de novembro de 2009    | 6.30                                  |
| 23                    | 10                        | "Sweet Dreams"                  | Alice Troughton | Lucy Watkins   | 28 de novembro de 2009    | 6.02                                  |
| 24                    | 11                        | "The Witch's Quickening"        | Alice Troughton | Jake Michie    | 5 de dezembro de 2009     | 6.01                                  |
| 25                    | 12                        | "The Fires of Idirsholas"       | Jeremy Webb     | Julian Jones   | 12 de dezembro de 2009    | 6.01                                  |
| 26                    | 13                        | "The Last Dragonlord"           | Jeremy Webb     | Julian Jones   | 19 de dezembro de 2009    | 6.64                                  |

### Terceira Temporada (2010)
| No. episódio em série | No. episódio em temporada | Título                                  | Dirigido por    | Escrito por    | Data da primeira exibição | Audiência no Reino Unido (em milhões) |
| --------------------- | ------------------------- | --------------------------------------- | --------------- | -------------- | ------------------------- | ------------------------------------- |
| 27                    | 1                         | "The Tears of Uther Pendragon - Part 1" | Jeremy Webb     | Julian Jones   | 11 de setembro de 2010    | 6.49                                  |
| 28                    | 2                         | "The Tears of Uther Pendragon - Part 2" | Jeremy Webb     | Julian Jones   | 18 de setembro de 2010    | 6.06                                  |
| 29                    | 3                         | "Goblin's Gold"                         | Jeremy Webb     | Howard Overman | 25 de setembro de 2010    | 6.22                                  |
| 30                    | 4                         | "Gwaine"                                | David Moore     | Julian Jones   | 2 de outubro de 2010      | 6.42                                  |
| 31                    | 5                         | "The Crystal Cave"                      | Alice Troughton | Julian Jones   | 9 de outubro de 2010      | 6.36                                  |
| 32                    | 6                         | "The Changeling"                        | David Moore     | Lucy Watkins   | 16 de outubro de 2010     | 6.40                                  |
| 33                    | 7                         | "The Castle of Fyrien"                  | David Moore     | Jake Michie    | 23 de outubro de 2010     | 6.82                                  |
| 34                    | 8                         | "The Eye of the Phoenix"                | Alice Troughton | Julian Jones   | 30 de outubro de 2010     | 6.92                                  |
| 35                    | 9                         | "Love in the Time of Dragons"           | Alice Troughton | Jake Michie    | 6 de novembro de 2010     | 6.90                                  |
| 36                    | 10                        | "Queen of Hearts"                       | Ashley Way      | Howard Overman | 13 de novembro de 2010    | 7.37                                  |
| 37                    | 11                        | "The Sorcerer's Shadow"                 | Ashley Way      | Julian Jones   | 20 de novembro de 2010    | 7.42                                  |
| 38                    | 12                        | "The Coming of Arthur - Part 1"         | Jeremy Webb     | Jake Michie    | 27 de novembro de 2010    | 7.12                                  |
| 39                    | 13                        | "The Coming of Arthur - Part 2"         | Jeremy Webb     | Julian Jones   | 4 de dezembro de 2010     | 7.67                                  |

### Quarta Temporada (2011)
| No. episódio em série | No. episódio em temporada | Título                            | Dirigido por      | Escrito por     | Data da primeira exibição | Audiência no Reino Unido (em milhões) |
| --------------------- | ------------------------- | --------------------------------- | ----------------- | --------------- | ------------------------- | ------------------------------------- |
| 40                    | 1                         | "The Darkest Hour - Part 1"       | Alice Troughton   | Julian Jones    | 1 de outubro de 2011      | 6.40                                  |
| 41                    | 2                         | "The Darkest Hour - Part 2"       | Alice Troughton   | Julian Jones    | 8 de outubro de 2011      | 6.80                                  |
| 42                    | 3                         | "The Wicked Day"                  | Alice Troughton   | Howard Overman  | 15 de outubro de 2011     | 7.04                                  |
| 43                    | 4                         | "Aithusa"                         | Alex Pillai       | Julian Jones    | 22 de outubro de 2011     | 6.96                                  |
| 44                    | 5                         | "His Father's Son"                | Alex Pillai       | Jake Michie     | 29 de outubro de 2011     | 7.40                                  |
| 45                    | 6                         | "A Servant of Two Masters"        | Alex Pillai       | Lucy Watkins    | 5 de novembro de 2011     | 6.94                                  |
| 46                    | 7                         | "The Secret Sharer"               | Justin Molotnikov | Julian Jones    | 12 de novembro de 2011    | 6.72                                  |
| 47                    | 8                         | "Lamia"                           | Justin Molotnikov | Jake Michie     | 19 de novembro de 2011    | 7.00                                  |
| 48                    | 9                         | "Lancelot du Lac"                 | Justin Molotnikov | Lucy Watkins    | 26 de novembro de 2011    | 7.32                                  |
| 49                    | 10                        | "A Herald of the New Age"         | Jeremy Webb       | Howard Overman  | 3 de dezembro de 2011     | 6.90                                  |
| 50                    | 11                        | "The Hunter's Heart"              | Jeremy Webb       | Richard McBrien | 10 de dezembro de 2011    | 7.12                                  |
| 51                    | 12                        | "The Sword in the Stone - Part 1" | Alice Troughton   | Jake Michie     | 17 de dezembro de 2011    | 8.39                                  |
| 52                    | 13                        | "The Sword in the Stone - Part 2" | Alice Troughton   | Julian Jones    | 24 de dezembro de 2011    | 9.99                                  |

### Quinta Temporada (2012)
| No. episódio em série | No. episódio em temporada | Título                              | Dirigido por      | Escrito por     | Data da primeira exibição | Audiência no Reino Unido (em milhões) |
| --------------------- | ------------------------- | ----------------------------------- | ----------------- | --------------- | ------------------------- | ------------------------------------- |
| 53                    | 1                         | "Arthur's Bane - Part 1"            | Justin Molotnikov | Julian Jones    | 6 de outubro de 2012      | 7.12                                  |
| 54                    | 2                         | "Arthur's Bane - Part 2"            | Justin Molotnikov | Julian Jones    | 13 de outubro de 2012     | 6.99                                  |
| 55                    | 3                         | "The Death Song of Uther Pendragon" | Justin Molotnikov | Howard Overman  | 20 de outubro de 2012     | 6.86                                  |
| 56                    | 4                         | "Another's Sorrow"                  | Ashley Way        | Jake Michie     | 27 de outubro de 2012     | 6.86                                  |
| 57                    | 5                         | "The Disir"                         | Ashley Way        | Richard McBrien | 3 de novembro de 2012     | 6.88                                  |
| 58                    | 6                         | "The Dark Tower"                    | Ashley Way        | Julian Jones    | 10 de novembro de 2012    | 6.85                                  |
| 59                    | 7                         | "A Lesson in Vengeance"             | Alice Troughton   | Jake Michie     | 17 de novembro de 2012    | 6.86                                  |
| 60                    | 8                         | "The Hollow Queen"                  | Alice Troughton   | Julian Jones    | 24 de novembro de 2012    | 6.86                                  |
| 61                    | 9                         | "With All My Heart"                 | Alice Troughton   | Richard McBrien | 1 de dezembro de 2012     | 6.76                                  |
| 62                    | 10                        | "The Kindness of Strangers"         | Declan O'Dwyer    | Richard McBrien | 8 de dezembro de 2012     | 7.00                                  |
| 63                    | 11                        | "The Drawing of the Dark"           | Declan O'Dwyer    | Julian Jones    | 15 de dezembro de 2012    | 7.34                                  |
| 64                    | 12                        | "The Diamond of the Day - Part 1"   | Justin Molotnikov | Jake Michie     | 22 de dezembro de 2012    | 8.45                                  |
| 65                    | 13                        | "The Diamond of the Day - Part 2"   | Justin Molotnikov | Julian Jones    | 24 de dezembro de 2012    | 7.80                                  |

## Recepção da crítica
Em sua primeira temporada, Merlin teve recepção mista por parte da crítica especializada. Com base de 8 avaliações profissionais, alcançou uma pontuação de 59% no Metacritic. Por votos dos usuários do site, atinge uma nota de 8.1, usada para avaliar a recepção do público.